# Legendreova formula
Legendreova formula je teorem u elementarnoj teoriji brojeva pomoću kojega se dobiva najveći eksponent kojim neki prosti broj {\displaystyle p} dijeli {\displaystyle n!=n(n-1)\cdot \cdot \cdot 2\cdot 1.}
Formula je nazvana prema francuskom matematičaru Adrienu-Marieu Legendreu. Ponegdje je poznata i kao de Polignacova formula po Alphonseu de Polignacu.
Strogi iskaz ovog teorema kaže da 
ako {\displaystyle p^{\alpha }||n!} tada {\displaystyle \alpha =\sum _{i=1}^{\infty }\left\lfloor {\frac {n}{p^{i}}}\right\rfloor } za neki prosti {\displaystyle p} i prirodni broj {\displaystyle n>1.}

## Dokaz
Kako je {\displaystyle n!} umnožak cijelih brojeva od 1 do 500 slijedi da dobivamo barem jedan faktor od {\displaystyle p} u raspisu broja {\displaystyle n!} za svaki višekratnik od {\displaystyle p} u skupu {\displaystyle \{1,2,...,n\}} kojih ima {\displaystyle \left\lfloor {\frac {n}{p}}\right\rfloor .} No, svaki višekratnik od {\displaystyle p^{2}} daje dodatni faktor od {\displaystyle p}, a tih višekratnika ima {\displaystyle \left\lfloor {\frac {n}{p^{2}}}\right\rfloor }, pa ih moramo brojati još jednom (ukupno dva puta), svaki višekratnik od {\displaystyle p^{3}} daje dodatni faktor od {\displaystyle p}, a tih višekratnika ima {\displaystyle \left\lfloor {\frac {n}{p^{3}}}\right\rfloor }, pa ih moramo brojati još jednom (ukupno tri puta), itd. 
Prema tome, ukupan broj faktora {\displaystyle p} koji se pojavljuju u raspisu broja {\displaystyle n!} ima {\displaystyle \sum _{i=1}^{\infty }\left\lfloor {\frac {n}{p^{i}}}\right\rfloor } jer će za neki {\displaystyle m\in \mathbb {N} } svi pribrojnici u toj sumi, počevši od {\displaystyle {\frac {n}{p^{m}}}}, biti manji od 1 pa ćemo ih zaokruživati na nulu.

## Primjer
Želimo saznati koliko sedmica se pojavljuje u prostoj faktorizaciji broja {\displaystyle x=500!=500\cdot 499\cdot ...\cdot 2\cdot 1.}
Primjerice, broj {\displaystyle 500} očito nema sedmica u svom raspisu jer nije djeljiv sa sedam pa on neće na traženi način doprinijeti u raspisu broja {\displaystyle x.}
Dakle, tražimo koliko ima brojeva od 1 do 500 koji imaju barem jedan faktor {\displaystyle 7} u svom raspisu, tj. one koji su djeljivi sa sedam. Njih ima {\displaystyle \left\lfloor {\frac {500}{7}}\right\rfloor =71} (svaki sedmi). 
No, od tih 71, brojeva od 1 do 500 koji imaju barem dva faktora {\displaystyle 7} (svaki 49.) u svom raspisu ima {\displaystyle \left\lfloor {\frac {500}{7\cdot 7}}\right\rfloor =10} pa njih treba brojati dva puta.
Slično, brojeva koji u svom raspisu imaju tri sedmice (svaki 343.) ima {\displaystyle \left\lfloor {\frac {500}{7\cdot 7\cdot 7}}\right\rfloor =1} pa njih treba brojati tri puta.
Prema tome, odgovor je {\displaystyle 71+10+1=82.}
Taj zbroj je jednak {\displaystyle \sum _{i=1}^{\infty }\left\lfloor {\frac {500}{7^{i}}}\right\rfloor } odnosno {\displaystyle \left\lfloor {\frac {500}{7}}\right\rfloor +\left\lfloor {\frac {500}{7^{2}}}\right\rfloor +\left\lfloor {\frac {500}{7^{3}}}\right\rfloor +\left\lfloor {\frac {500}{7^{4}}}\right\rfloor +...} što zaista daje {\displaystyle 71+10+1+0+0+...=82.}